# Kaposvár vára
Kaposvár első vára már 1230-ban is említve volt egy határjáró oklevélben. A későbbi kaposi vár (Kaposújvár) közepesen fontos erősségnek számított a török időkben, majd a 18. század elején lerombolták. Csekély maradványai ma műemléki védelmet élveznek. 2021-ben nyílt meg a felújított romokat is magában foglaló közterület, a Vár park.

## Története
A honfoglalás idején a környék a Botond törzs szálláshelye volt. Az első vár, mely feltehetően favár lehetett, a mai Ropolypuszta körül állhatott, a felette levő hegyet ma is Várhegy néven említik. A vár nevét 1230-ban, II. András király idejében még csak War, 1359-ben és 1387-ben Vywar, 1403-1405-ben Rwpulwywar, 1498-ban castrum Kapwswywar alakban írták.
Első ismert birtokosa egy 1273-as oklevélből ismert, ekkor itt tartotta gyűlését a vármegye is és ekkor a Buzád nemzetségből származó Ákos comes birtoka volt. Nevét az oklevelek 1313-ban említették először, mikor a Gutkeled nemzetségbeliek Majádi ágának tagjai kapták meg az uradalom vár nélküli felét. 1313 és 1348 között már állt a vár is, mert ekkor már a Ludány nemzetségbeli Födémesi János nevű várnagyát is említették. Birtokosaiként a Felsőlendvai Rupolyi Amadé fia Miklós bán özvegye, valamint annak János és Amadé nevű fiai voltak említve, akik itteni birtokukon; a Kapos melletti mocsarak egyik szigetén építették fel az új várat és a körülötte lévő uradalmat. 1357-től Újvár, Rupolújvár; a Felsőlendvai Rupolyiak kihaltával a kaposi uradalom fele  Vásári Tamásé, Vásári Miklós esztergomi érsek öccséé volt, és e család tulajdonában maradt egészen 1403-ig. 1403-ban Zsigmond király a várat és a hozzá tartozó uradalmat elvette tőlük és fele-fele arányban a Győr nemzetség Szerdahelyi ágához tartozó  Ders Mártonnak és a Héder nemzetségbeli Tamási Henrik fia János erdélyi vajdának adományozta. A vár neve, Zsigmond oklevelében „Castrum Rwpulwywar” néven szerepelt.
1443-ban Tamási Henrik a vár és az uradalom felére örökösödési szerződést kötött Hédervári Lőrinc nádorral és fiával Imrével, de  elfoglalni már nem tudta birtokát, mivel Újlaki Miklós a várat közben erőszakkal megszállta, a vár és az uradalom ettől kezdve egészen 1504-ig Újlakié lett. 1504-ben aztán Újlaki Lőrinc Kaposvár felét visszaasta Szerdahelyi Dersfi Miklósnak. A Dersfiek 1536-ig voltak birtokosai Kaposvárnak, amely 1536 után királyi birtok lett.
1524-ben Újlaki özvegye, Bakóczi Magdolna, aki Móré László neje lett Kaposvár másik felét a Tóti Lengyel családnak adta el.
A várat 1555-ben Tojgun pasa vette ostrom alá és foglalta el. 1686-ig török nahijaként szerepelt, 1555-ben rövid időre ismét magyar kézbe került de már 1557-ben ismét a török volt benne az úr, majd 133 évig birtokában is tartotta.
A török uralom alatt a magyarok többször megkísérelték  visszafoglalni a várat, így 1599-ben Schzvarzenberg és Pálffy is, de sikertelenül. Végül 1688-ban, Buda várának visszafoglalása után szabadult csak fel, ezután Esterházy Miklós birtoka lett, és az Esterházyaké maradt a későbbiekben is.
A vár 1702-ig állt, ekkor I. Lipót király parancsára szinte teljesen lerombolták.
Gazdasági épületei a 19. századig még álltak, ekkor azonban azokat is lebontották, megmaradt romjainak jó része pedig 1931-ben, a Nostra terményraktár építésekor pusztult el. A Nostrát végül a 2010-es évek második felében lebontották, a területet pedig, ahol régészeti feltárást is lefolytattak, gondozott parkká alakították játszótérrel, kerékpárjavítóval, szökőkutakkal, fűszerkerttel, szabadtéri színpaddal és íjászpályával. A felújított vármaradványok körül ismertető táblákat helyeztek el.

### Leírása
Az egykori kaposvári vár eredetileg négyzetes alakú volt, téglából épült lakótoronnyal, melyet a feltevések szerint sövényfal, az egész várat pedig árok és sánc vette körül. Később, a  15. században kibővítették, ekkor  a palánkfal helyett kőfalat építettek. A 17. században készült metszeteken négy sarokbástyával ábrázolták, ezek 16. századi eredetűek.
Két kapuja közül a vár északnyugati részén az úgynevezett Kanizsai-kapu, a mai Széchenyi tér tájékán pedig a Szigetvár felé nyíló kapu volt található. A vár délnyugati oldalán helyezkedtek el a különböző lakó- és egyéb épületek.
Az egykori várból mára már csak délkeleti bástyájának csekély téglamaradványai maradtak fenn.